# Christian Heule
Christian Heule (Widnau, 2 april 1975) is een voormalig Zwitsers veldrijder. Heule reed van 2005 tot 2007 voor het Duitse Stevens Cycling Team. Ook was hij de kopman van het nieuwe Belgische Rendementhypo Cycling Team van 2008 tot 2010. Nu rijdt hij voor EKZ Racing Team. Hij werd zes keer Zwitsers kampioen veldrijden.

## Belangrijke overwinningen

### Weg
1998
- Freienbach
- GP Kanton Genève

2002
- Ruggell
- GP Kanton Genève

2003
- 4e etappe Ronde van Slovenië
- Leudelange
- Einsiedeln

2004
- 3e etappe Ronde van Japan

2005
- Weitenau

2009
- 2e etappe Boucles de la Marne

### Cross
| Seizoen   | Wereldbeker | Superprestige | GVA Trofee | WK  | ZK     | Overige                                                                  | Totaal aantal zeges |
| --------- | ----------- | ------------- | ---------- | --- | ------ | ------------------------------------------------------------------------ | ------------------- |
| 1997-1998 |             |               |            |     |        |                                                                          | 0                   |
| 1998-1999 |             |               |            |     |        |                                                                          | 0                   |
| 1999-2000 |             |               |            |     |        |                                                                          | 0                   |
| 2000-2001 |             |               |            |     | 4e     | Frankfurt                                                                | 1                   |
| 2001-2002 |             |               |            | 25e | 4e     |                                                                          | 0                   |
| 2002-2003 |             |               |            | 20e | 4e     | Ottikon, Differdange                                                     | 2                   |
| 2003-2004 |             |               |            |     | Goud   |                                                                          | 1                   |
| 2004-2005 |             |               |            |     | Zilver | Uster, Hombrechtikon                                                     | 2                   |
| 2005-2006 |             |               |            | 13e | Goud   | Berlijn, Rüti, Hittnau                                                   | 4                   |
| 2006-2007 |             |               |            | 9e  | Goud   | Hamburg, Berlijn, Rüti, Magstadt, Schemerkom, Hittnau, Asteasu, Wetzikon | 9                   |
| 2007-2008 |             |               |            | 8e  | Goud   | Redmond, Lakewood, Magstadt, Hittnau, Meilen, Schmerikon, Dübendorf,     | 8                   |
| 2008-2009 |             |               |            | 15e | Goud   | Wädenswil                                                                | 2                   |
| 2009-2010 |             |               |            | 7e  | Brons  | Redmond, Hittnau, Uster                                                  | 3                   |
| 2010-2011 |             |               |            | 9e  | Goud   | Frenkendorf, Frauenfeld, Wetzikon                                        | 4                   |
| 2011-2012 |             |               |            | 25e | Brons  | Gloucester, Bussang                                                      | 2                   |